# Гугон Глетиврит
Гугон Фехтовальщик — правитель королевства Кередигион. Некоторыми учёными отождествляется с правителем Гугоном ап Мейригом (ум. 871), последним королём Кередигиона. Но согласно одной из валлийских родословных, он был одним из сыновей Эйниона Ирта ап Кинеты. Его прозвище «Глетиврит» переводиться как «Красный Меч».

## Биография

### В генеалогиях и в поэзии
Замок Гугона упоминается в позднесредневековых английских документах, но его местонахождение неизвестно: возможно, между Лланбадарн-Вауром и Лландре или в окрестностях Аберайрона.
Родословная Гугона приведена в трактате «Потомки Кередига», где он указан как сын Лауха Лухо сына Кедика сына Кередига. В Genealogies from Jesus College MS 20 Гугон назван сыном Ллаура, сыном Кедика, сына Кередига, сына Кинеты. Эти родословные на одно или два поколения короче, если Гугон участвовал в битве при Честере, они уверенно указывают на то, что он был человеком из Кередигиона, и есть поэтические отсылки, подтверждающие это. Родословные некоторых племенных патриархов Северного Уэльса делают его сыном Карадога Фрейхфраса, однако есть сомнения в их достоверности.
Давид ап Гвилим обращается к стране Гугона:
Gwlad Wgan, fawr union faich,
Gleddyfrudd, gloyw ei ddeufraich.

### В триадах
Гугон упоминается в Триадах острова Британия, как один из трёх героев Поуиса, которые участвовали в битве при Честере около 615 года вместе с Гвиауном ап Киндруином и Мадогом ап Рином из Поуиса, который был потомком Ридведа Веснушчатого, и предком Ноуи ап Мадога ап Сандде, а именно, как один из «Трех Хранителей Врат» в битве при Честере. В Peniarth MS.138 он назван одним из четырех хранителей врат во время этой битвы. По словам Лиланда, «Врата Гугана» — так назывались одни из ворот монастырского корпуса Бангор-Искойд. Его лошадь звали Бухеслом, она являлась одной из «Трёх трофейных лошадей» Острова Британия. В другой триаде его называют одним из «Трёх сторонников резни» Острова Британия.
Могила Гугона упоминается в Чёрной книге из Кармартена, рядом с могилами Марка и Гвидира, но без упоминания их местонахождения. В сказке «Сон Ронабуи» Гугон упоминается как спутник Оуайна ап Уриена и современник Артура. Но это, очевидно, один из анахронизмов, которыми изобилует эта сказка.